# Claudio Núñez
Claudio Patricio Núñez Caamaño (Valparaíso, 16 ottobre 1975) è un ex calciatore cileno, di ruolo attaccante.